# بردار اقلیدسی

برداری از A به B به طول

در ریاضیات، فیزیک و مهندسی، بردار اقلیدسی به شیئی هندسی گفته می‌شود که دارای اندازه و جهت باشد. بردار عموماً با پاره‌خطی که طول آن متناسب با اندازهٔ بردار است و پیکانی که جهت بردار را نشان می‌دهد، نمایش داده می‌شود.

## بردار و کمیت برداری
کمیت برداری (به انگلیسی: vector quanttiy) کمیتی در فیزیک است که علاوه بر اندازه دارای جهت نیز می‌باشد. این مفهوم، از مفاهیم اولیهٔ علوم ریاضی و فیزیک است و در فضای n بعدی حضور دارد (معروف به بردار اقلیدسی نیز هست) و عبارت است از پاره خطی جهت‌دار (به شکل پیکان نمایش داده می‌شود) با طولی مشخص؛ بنابراین کمیت برداری در فیزیک نیز ریشه در همین تعریف دارد؛ یعنی کمیتی که علاوه بر اندازه، نیاز به توصیف جهت آن نیز هست؛ مثلاً نیرو کمیتی برداری است و می‌گوییم ۲۰ نیوتون نیرو در جهت شمال.
مهم‌ترین کمیتهای برداری که می‌توان نام برد، عبارت‌اند از:
1. جابه‌جایی
2. سرعت
3. شتاب
4. نیرو
5. میدان‌های الکتریکی و مغناطیسی
6. گشتاور
7. تکانه

یکی از بهترین راه‌های تشخیص برداری بودن یا نبودن یک کمیت این است که بررسی کنیم آیا جمع آن کمیت خاصیت برداری دارد یا خیر؛ مثلاً جریان الکتریکی با وجود آنکه علاوه بر اندازه جهت نیز دارد ولی برداری نیست؛ زیرا جمع جریان‌ها به صورت نرده‌ای صورت می‌گیرد.
در حالت بسیار کلی هر مجموعه عدد که به صورت یک ماتریس ستونی n×۱ قابل نوشتن باشد بردار گفته می‌شود. کاربرد این مفهوم در توصیف حالت سیستم‌ها به مراتب بیشتر از محاسبات پدیده‌های فیزیکی است.

## جمع بردارها
بردارها به روش مثلث که در آن انتهای هر بردار به ابتدای بردار بعد متصل شده و برداری دیگری که ابتدای آن سر بردار اول و انتهای آن انتهای بردار دوم است (بردار مجموع) و همچنین روش متوازی‌الأضلاع که مخصوص جمع دو بردار است جمع می‌شوند.

## ضرب بردار
دوبردار:
- در هم ضرب داخلی شده که حاصل یک عدد است.
- یا در هم ضرب خارجی شده که حاصل برداری است که بر دو بردار ابتدایی عمود است.
- یا در عدد ضرب شده که به استثنا صفر با حفظ راستا تغییر جهت و اندازه می‌دهند.